# 今宵の月のように
「今宵の月のように」（こよいのつきのように）は、エレファントカシマシの15作目のシングル。1997年7月30日にリリースされた。発売元はポニーキャニオン。

## 概要
フジテレビ系ドラマ『月の輝く夜だから』の主題歌として制作された（エレファントカシマシとしては初のドラマ主題歌タイアップである）。同ドラマのプロデューサーに依頼され、ドラマの内容に沿うよう宮本浩次が作詞・作曲した。
シングル初のオリコントップ10入り、かつ最大のヒット作品となり、本曲によってエレファントカシマシは広く知られることとなった。
宮本はタイアップが決定した当初「ドラマなんて絶対見ない」と話していたが、いざドラマが始まると毎回見ていたという。
2017年、『第68回NHK紅白歌合戦』にて紅白歌合戦初出場を果たした際にも本曲を披露した。
2018年11月16日からは、メンバーゆかりの地である東京都北区赤羽にある東日本旅客鉄道（JR東日本）赤羽駅の6番線（湘南新宿ライン北行ホーム）において発車メロディとして使用されている。編曲は福嶋尚哉が手掛けた。
2024年には、花王「メリット」のCMソングとして、子供によるカバーバージョンが使用されている。

## 収録曲
全作詞・作曲：宮本浩次
1. 今宵の月のように
編曲：宮本浩次、佐久間正英
2. 赤い薔薇
編曲：宮本浩次
3. 今宵の月のように（カラオケバージョン）

## 収録作品

### エレファントカシマシのアルバム
| 発売日         | タイトル                                     | 規格品番                      | 収録曲 |
| -------------- | -------------------------------------------- | ----------------------------- | ------ |
| 1997年09月10日 | 『明日に向かって走れ-月夜の歌-』             | PCCA-1125                     | #1、#2 |
| 2000年09月20日 | 『sweet memory〜エレカシ青春セレクション〜』 | BFCA-75003                    | #1、#2 |
| 2002年03月27日 | 『エレファントカシマシ SINGLES1988-2001』    | BFCA-75007                    | #1     |
| 2009年09月16日 | 『エレカシ 自選作品集』                      | PCCA-03011                    | #1、#2 |
| 2017年3月21日  | 『All Time Best Album THE FIGHTING MAN』     | UMCK-9896 UMCK-1563 PDCS-1903 | #1、#2 |

### その他のアルバム
今宵の月のように
| 発売日         | タイトル                                                    | 規格品番    |
| -------------- | ----------------------------------------------------------- | ----------- |
| 1997年08月20日 | サウンドトラック『月の輝く夜だから MOONY MOONLIGHT』        | PCCR-261    |
| 2004年04月01日 | 『ラブ・ストーリーズ V』                                    | PCCA-02017  |
| 2004年06月23日 | 『ドラマニア』                                              | AVCD-17486B |
| 2006年09月29日 | 『J-POP STATION』                                           | WQCQ-19     |
| 2006年10月01日 | 『音盤社史 1 ポニーキャニオン40周年・わたしのパパと同い歳』 | PCCA-02335  |
| 2007年07月04日 | 『Hot Summer』                                              | MHCL-1116   |
| 2007年10月03日 | 『柳沢慎吾セレクション あばよ!!』                           | PCCA-02542  |
| 2008年07月16日 | 『Only One』                                                | TOCT-26601  |
| 2008年10月08日 | 『決定盤!!「ニュー・ミュージックの時代」ベスト』            | PCCK-20006  |
| 2009年07月01日 | 『BEST SUMMER』                                             | MHCL-1547   |
| 2009年10月07日 | 『決定盤!!::ドラマの時代 ベスト』                           | PCCK-20041  |
| 2010年03月03日 | 『めざましテレビ ガクナビ -春盤-』                          | PCCA-03123  |
| 2010年08月18日 | 『CLIMAX Cool ～男性ヴォーカル・セレクション』              | MHCL-1793   |
| 2011年04月20日 | 『胸キュン90's ～あの頃、わたしの恋の唄～』                 | AVCD-38254  |
| 2011年07月06日 | 『ap bank fes '10』                                         | TFBQ-18117  |
| 2011年10月05日 | 『R40'S SURE THINGS!! 本命ララバイ ～安らぎの歌謡曲～』     | TKCA-73702  |
| 2012年08月22日 | 『クライマックス ラヴストーリー～第1章～』                  | MHCL-2120   |
| 2012年10月17日 | 『ザ プレミアム ベスト 人気テレビドラマ主題歌集』           | PCCA-03721  |
| 2013年06月19日 | 『LOVE STORIES IN SUMMER』                                  | PCCA-03857  |
| 2014年03月05日 | 『SAKUMA DROPS』                                            | VICL-64136  |
| 2014年06月25日 | 『エンドレス・サマー -フォー・ア・ロング・バケーション-』   | MHCL-2450   |
| 2014年10月15日 | 『ドラマの時代 ベスト』                                     | PCCK-20092  |
| 2015年06月24日 | 『夏色音楽～paradiso』                                      | MHCL-2536   |

## カバー
今宵の月のように
| 発売日         | 収録アルバム                                                                      | 歌手                           | 規格品番                           |
| -------------- | --------------------------------------------------------------------------------- | ------------------------------ | ---------------------------------- |
| 2002年06月05日 | 『トロウ ストリングス リラクシング』                                              | インスト                       | PCCR-00342                         |
| 2007年02月07日 | 『10 Stories』                                                                    | 甲斐よしひろ                   | CRCP-40172                         |
| 2007年08月15日 | 『LOVERS』                                                                        | D・H・Y (Dogs Holiday of Yawn) | SFTL-1026                          |
| 2009年03月04日 | 『Second Home』                                                                   | マリエ・ディグビー             | AVCW-13108                         |
| 2010年03月03日 | 『ソウルズ』                                                                      | MOOMIN feat.cro-magnon         | PCCA-03099                         |
| 2010年08月04日 | 『ONE STEP - MASTERPIECE』                                                        | Operators (feat.Sachiko Ito)   | KNCA-12005                         |
| 2011年12月21日 | 『絆レゲエ～明日に向かって歌え!～』                                               | 男気レゲエ組                   | OTCD-2451                          |
| 2012年12月12日 | 『Bitter & Sweet』                                                                | Aimer                          | DFCL-1960                          |
| 2013年02月27日 | 『Color the Cover』                                                               | 倖田來未                       | RZCD-59333B RZCD-59334B RZCD-59335 |
| 2013年12月18日 | 『エレファントカシマシ カヴァーアルバム2』                                        | 10-FEET                        | UMCK-1468                          |
| 2014年06月18日 | 『Re: 6-feat』                                                                    | 10-FEET                        | UPCH-20357 UPCH-29168              |
| 2016年12月21日 | 『PLC CALLING!!!』                                                                | PLC                            | SSCE-1017                          |
| 2018年01月31日 | 『新しい世界』                                                                    | 笹川美和                       | CTCR-14931                         |
| 2018年03月21日 | 『エレファントカシマシ カヴァーアルバム3』                                        | 田島貴男（オリジナル・ラブ）   | UMCK-1573                          |
| 2021年12月29日 | 『Flowers bloom, Birds tweet, Wind blows & Moon shining』                         | 田島貴男（オリジナル・ラブ）   | VIZL-1982                          |
| 2019年06月28日 | 『ウィー・ウィル・ロック・フェスティバル』                                        | Yui Yamamoto                   | FABE-13                            |
| 2020年03月25日 | 『SPEED MUSIC ソクドノオンガク vol. 1』                                           | H ZETTRIO                      | FBAC-105                           |
| 2022年01月12日 | 『SONGS』                                                                         | K2BAND                         | K2CD-41733                         |
| 2022年02月18日 | 『PRISM』                                                                         | Love Harmony's, Inc.           | UXCL-272                           |
| 2022年07月27日 | 『[Re:collection] HIT SONG cover series feat.voice actors 〜90's-00's EDITION〜』 | KENN                           | EYCA-13688                         |
| 2023年06月21日 | 『1966』                                                                          | erica                          | CIMS-2312                          |

赤い薔薇
| 発売日         | 収録アルバム                       | 歌手     | 規格品番            |
| -------------- | ---------------------------------- | -------- | ------------------- |
| 2019年06月05日 | 『きみに会いたい-Dance with you-』 | 高橋一生 | UMCK-5675 UMCK-9999 |